# ライヴ・ベック!
ライヴ・ベック!(Jeff Beck Live at BB King Blues Club)は、2003年にリリースされたジェフ・ベックのライヴ・アルバム。
ウェブでのみ通販されていたが、2005年の来日ツアーに併せて一般販売されるようになった。

## 曲目
1. ロイズ・トイ - Roy's Toy (Beck, Love, Wright)
2. サイコ・サム - Psycho Sam (Hymas)
3. ビッグ・ブロック - Big Block (Beck, Bozzio, Hymas)
4. フリーウェイ・ジャム - Freeway Jam (Middleton)
5. ブラッシュ・ウィズ・ザ・ブルース - Brush with the Blues (Beck, Hymas)
6. スキャッターブレイン - Scatterbrain (Beck, Middleton)
7. グッドバイ・ポーク・パイ・ハット - Goodbye Pork Pie Hat (Charles Mingus)
8. ナディア - Nadia (Sawhney)
9. サヴォイ - Savoy (Beck, Bozzio, Hymas)
10. エンジェル（フットステップス） - Angel (Footsteps) (Hymas)
11. シーズンズ - Seasons (Beck, Butler, Irving, Syze-Up)
12. ホエア・ワー・ユー - Where Were You (Beck, Bozzio, Hymas)
13. ユー・ネヴァー・ノウ - You Never Know (Hammer)
14. ア・デイ・イン・ザ・ライフ - A Day In The Life (Lennon-McCartney)
15. ピープル・ゲット・レディ - People Get Ready (Mayfield)
16. マイ・シング - My Thing (Beck, Sorrell, Wright)